# Niandan
Niandan és un riu de l'Àfrica occidental, a Guinea, afluent per la dreta del riu Níger.

## Geografia
Neix a les muntanyes properes a la frontera amb Libèria i a l'est de la de Sierra Leone. La seva longitud és d'uns 190 km. Des del seu naixement discorre en direcció nord, direcció que manté, tot i nombrosos girs, fins a desembocar al riu Níger, uns quinze quilòmetres aigües avall de la ciutat de Kouroussa.

## Hidrografia
El cabal del riu s'ha observat durant 33 anys (1947-1979) a Baro, el poble proper de Niandan confluència amb el Níger. El flux mitjà anual o mòdul observat en aquest període va ser de 251 m³/segon per a una zona considerada de més o menys 12.770 km².